# Extourne
En comptabilité, une extourne est la passation d'une écriture à l'inverse de l'écriture initiale.
Une extourne peut par exemple provenir de ce que certains produits ou certaines charges comptables enregistrés pendant un exercice ne concernent pas exclusivement celui-ci. Par exemple, un abonnement d'un an à une revue souscrit le 1er septembre doit être réparti à raison de 4 mois (1/3) sur l'exercice en cours et 8 mois (2/3) sur l'exercice suivant. Les 2/3 de la charge enregistrée seront donc comptabilisés en charges constatées d'avance, lesquelles seront« extournées » sur l'exercice suivant.